# Alexa Davalos
Alexa Davalos (Párizs 16. kerülete, 1982. május 28. –) amerikai színésznő és modell.
Legelső szerepei közé tartozik Gwen Raiden az Angel (2002–2003) című sorozatban. Ezt követően olyan filmekben tűnt fel, mint A sötétség krónikája (2004), A szerelem bősége (2007), A köd (2007), az Ellenállók (2008) és A titánok harca (2010).
Fontosabb televíziós sorozatai közt található a Reunion (2005–2006), a Mob City (2013) és Az ember a Fellegvárban (2015–2019).

## Filmográfia

### Film
| Év   | Magyar cím           | Eredeti cím                                  | Szerep                | Magyar hang     |
| ---- | -------------------- | -------------------------------------------- | --------------------- | --------------- |
| 2002 |                      | Coastlines                                   | Eddie Vance barátnője |                 |
| 2002 |                      | The Ghost of F. Scott Fitzgerald (rövidfilm) | Bess Gunther          |                 |
| 2004 | A sötétség krónikája | The Chronicles of Riddick                    | Kyra                  | Kéri Kitty      |
| 2007 | A szerelem bősége    | Feast of Love                                | Chloe Barlow          |                 |
| 2007 | A köd                | The Mist                                     | Sally                 | Zsigmond Tamara |
| 2008 | Ellenállók           | Defiance                                     | Lilka Ticktin         | Kéri Kitty      |
| 2010 | A titánok harca      | Clash of the Titans                          | Androméda             | Pálfi Kata      |

### Televízió
| Év        | Magyar cím                               | Eredeti cím                          | Szerep           | Megjegyzések                                               |
| --------- | ---------------------------------------- | ------------------------------------ | ---------------- | ---------------------------------------------------------- |
| 2002      |                                          | Untitled Secret Service Project      | Eliza Randolph   | eladatlan próbaepizód                                      |
| 2002      |                                          | Undeclared                           | Susan            | 1 epizód                                                   |
| 2002–2003 | Angel                                    | Angel                                | Gwen Raiden      | 3 epizód                                                   |
| 2003      | És a főszerepben Pancho Villa, mint maga | And Starring Pancho Villa as Himself | Teddy Sampson    | tévéfilm                                                   |
| 2005–2006 |                                          | Reunion                              | Samantha Carlton | főszereplő (13 epizód)                                     |
| 2006      | Ki voltál, lányom?                       | Surrender, Dorothy                   | Sara             | - tévéfilm - magyar hangja: - Németh Borbála - Györfi Anna |
| 2007      | Áldott jó nyomozó                        | Raines                               | Sandy Boudreau   | 1 epizód                                                   |
| 2013      |                                          | Mob City                             | Jasmine Fontaine | főszereplő (6 epizód)                                      |
| 2015–2019 | Az ember a Fellegvárban                  | The Man in the High Castle           | Juliana Crain    | főszereplő (40 epizód)                                     |
| 2019      | A Megtorló                               | The Punisher                         | Beth Quinn       | 2 epizód                                                   |

## Fordítás
Ez a szócikk részben vagy egészben  az   Alexa Davalos című angol Wikipédia-szócikk fordításán alapul.  Az eredeti cikk szerkesztőit annak laptörténete sorolja fel. Ez a jelzés csupán a megfogalmazás eredetét és a szerzői jogokat jelzi, nem szolgál a cikkben szereplő információk forrásmegjelöléseként.